# Crinia flindersensis
Espèce
Crinia flindersensis est une espèce d'amphibiens de la famille des Myobatrachidae.

## Répartition
Cette espèce est endémique de la chaîne de Flinders en Australie-Méridionale.

## Étymologie
Son nom d'espèce, composé de flinders et du suffixe latin -ensis, « qui vit dans, qui habite », lui a été donné en référence au lieu de sa découverte, la chaîne de Flinders.

## Publication originale
- Donnellan, Anstis, Price & Wheaton, 2012 : A new species of Crinia (Anura: Myobatrachidae) from the Flinders Ranges, South Australia. Zootaxa, no 3499, p. 1-26.